# Philipp Langenhan
Philipp Langenhan (4. června 1878 Černovice – 14. listopadu 1960 Mnichov) byl rakouský politik, na počátku 20. století poslanec Říšské rady.

## Biografie
Vychodil národní školu a gymnázium. Vystudoval obchodní akademii v Lipsku a pak studoval na Černovické univerzitě, Vídeňské univerzitě a Lipské univerzitě. Působil jako průmyslník. Angažoval se v politice jako člen německých politických stran. Byl členem předsednictva německo-nacionální kanceláře.
Na počátku 20. století se zapojil i do celostátní politiky. V doplňovacích volbách roku 1911 získal mandát v Říšské radě (celostátní zákonodárný sbor) za obvod Čechy 98. Zvolen byl 16. března 1911. Nastoupil 21. března 1911 místo Antona Pergelta. Usedl do poslanecké frakce Německý národní svaz, do které se sloučily německé konzervativně-liberální a nacionální politické proudy. Mandát obhájil za týž obvod v řádných volbách do Říšské rady roku 1911. Ve vídeňském parlamentu setrval až do zániku monarchie. K roku 1911 se profesně uvádí jako soukromník.
V letech 1918–1919 zasedal jako poslanec Provizorního národního shromáždění Německého Rakouska (Provisorische Nationalversammlung), nyní za Německou nacionální stranu (DnP).